# 龙游县 (隋朝)
龙游县，中国古县名，在今四川省乐山市境。
西汉时名青衣，彭越曾被流放此地。北周置峨眉县、平羌郡。隋朝开皇初年，废平羌郡。开皇九年（589年），改县为青衣县。隋灭南陈之日，有人見到龙現於水，随军而进，开皇十年（590年），改县名为龙游县。大业初年，置眉山郡，隶之。唐朝初年，天下改郡为州，为嘉州治所。
南宋时嘉州升为嘉定府，元朝时又改嘉定府路，皆为治所。明朝洪武四年（1371年），嘉定府路复为府。洪武九年（1376年）四月，降为嘉定直隸州，州治龙游县省入。